# Jimmy Hull
James Robbins Hull, detto Jimmy (Leesburg, 15 febbraio 1917 – Columbus, 2 novembre 1991), è stato un cestista e allenatore di pallacanestro statunitense.

## Carriera
Fu il primo giocatore della storia a vincere il titolo di Most Outstanding Player del Torneo NCAA. Venne premiato nel 1939, al termine del primo campionato NCAA, vinto dagli Oregon Ducks sugli Ohio State Buckeyes, nei quali lo stesso Hull militava e di cui era capitano. Nelle tre partite del torneo, mise a referto 58 punti totali.
Terminata la carriera universitaria decise di abbandonare l'attività di giocatore, e divenne allenatore proprio degli Ohio State Buckeyes; nel frattempo continuò i propri studi in medicina.
Nel 1943 conseguì il Dottorato in chirurgia odontostomatologica, e si arruolò nei Dental Corps della United States Navy. Successivamente divenne docente di odontoiatria all'Università statale dell'Ohio. Nel 1977 venne inserito nell'Ohio State Varsity O Hall of Fame.

## Palmarès
- NCAA Final Four Most Outstanding Player (1939)